# Olios niveomaculatus
Olios niveomaculatus là một loài nhện trong họ Sparassidae.
Loài này thuộc chi Olios. Olios niveomaculatus được Cândido Firmino de Mello-Leitão miêu tả năm 1941.